# Sankt Corona am Wechsel
Sankt Corona am Wechsel là một thị xã thuộc huyện Neunkirchen trong bang Niederösterreich.